# Marc-André Hamelin

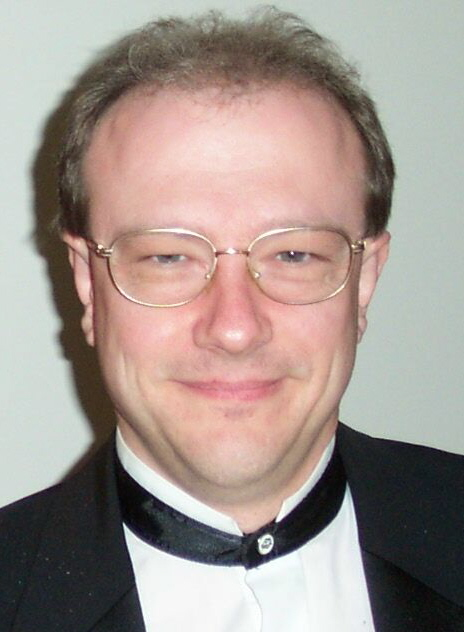
Marc-André Hamelin

Marc-André Hamelin, född 5 september 1961 i Montréal, Kanada, är en framstående klassisk pianist och kompositör. Hamelins pianospel karakteriseras av stor teknisk förmåga och intelligenta tolkningar. Han har särskilt arbetat för att lyfta fram verk av sällan spelade kompositörer som Alkan, Medtner, Sorabji och Godowsky, men har under 2000-talet mer och mer stannat inom ramen för standardrepertoaren.